# Ideoblothrus lepesmei
Ideoblothrus lepesmei es una especie de arácnido del orden Pseudoscorpionida de la familia Syarinidae.

## Distribución geográfica
Se encuentra en Guinea  y Costa de Marfil.